# حكام كأس العالم 2014
أعلن الفيفا قائمة مؤقتة ضمت 52 حكماً مرشحاً من ضمنهم حكمين مساعدين، من جميع القارات للمشاركة في البطولة. و سيتم الإعلان عن القائمة النهائية في عام 2014، قبل موعد البطولة بشهر واحد. وفي 14 يناير 2014 أعلن الفيفا عن قائمة الحكام المشاركين في البطولة، حيث بلغ عددهم 25 طاقماً يمثلون 43 دولة.
| الإتحاد                          | الحكم                             | المساعدين                                                              |
| -------------------------------- | --------------------------------- | ---------------------------------------------------------------------- |
| الاتحاد الآسيوي لكرة القدم       | رافشان إيرماتوف (أوزبكستان)       | عبدوخاميدولو رسولوف(أوزبكستان) باهادير كوتشيكاروف (قيرغيزستان)         |
| الاتحاد الآسيوي لكرة القدم       | يويتشي نيشيمورا (اليابان)         | تورو ساغارا (اليابان) توشييوكي ناغي (اليابان)                          |
| الاتحاد الآسيوي لكرة القدم       | نواف شكر الله (البحرين)           | ياسر تلفت (البحرين) إبراهيم صالح (البحرين)                             |
| الاتحاد الآسيوي لكرة القدم       | بن ويليامز (أستراليا)             | ماثو كريم (أستراليا) حقان آناز (أستراليا)                              |
| الاتحاد الأفريقي لكرة القدم      | نوماندييز دوي (ساحل العاج)        | سونغويفولو ييو (ساحل العاج) جون-كلود بيروموشاهو(بوروندي)               |
| الاتحاد الأفريقي لكرة القدم      | باكاري غاساما (غامبيا)            | إيفاريست مينكوواندي(الكاميرون) فيليسيين كاباندا (رواندا)               |
| الاتحاد الأفريقي لكرة القدم      | جمال حيمودي (الجزائر)             | عبد الحق أتشيالي (الجزائر) رضوان عاشق (المغرب)                         |
| اتحاد أمريكا الشمالية لكرة القدم | جويل أغويلار (إلسلفادور)          | ويليام تورس (إلسلفادور) خوان زومبا (إلسلفادور)                         |
| اتحاد أمريكا الشمالية لكرة القدم | مارك جيجر (الولايات المتحدة)      | مارك هرد (الولايات المتحدة) جو فلتشر (كندا)                            |
| اتحاد أمريكا الشمالية لكرة القدم | ماركو رودريغيز (المكسيك)          | مارفين تورينتيرا (المكسيك) ماركوس كينتيرو (المكسيك)                    |
| اتحاد أمريكا الجنوبية لكرة القدم | نيستور بيتانا (الأرجنتين)         | هرنان مايدانا (الأرجنتين) خوان بابلو بيلاتي (الأرجنتين)                |
| اتحاد أمريكا الجنوبية لكرة القدم | ساندرو ريتشي (البرازيل)           | إمرسون دي كارفاليو (البرازيل) مارسيلو فان غاس (البرازيل)               |
| اتحاد أمريكا الجنوبية لكرة القدم | إنريكي أوسيس (تشيلي)              | كارلوس أستروزا (تشيلي) سرخيو رومان (تشيلي)                             |
| اتحاد أمريكا الجنوبية لكرة القدم | ويلمار رولدان (كولومبيا)          | أومبرتو كلافيو (كولومبيا) إدواردو دياز (كولومبيا)                      |
| اتحاد أمريكا الجنوبية لكرة القدم | كارلوس فيرا (الإكوادور)           | كريستيان لسكانو (الإكوادور) بيرون روميرو (الإكوادور)                   |
| اتحاد أوقيانوسيا لكرة القدم      | بيتر أوليري (نيوزيلندا)           | جان-هندريك هينتس (نيوزيلندا) رافينيش كومار (فيجي)                      |
| الاتحاد الأوروبي لكرة القدم      | فيليكس بريش (ألمانيا)             | ستيفان لوب (ألمانيا) مارك بورش (ألمانيا)                               |
| الاتحاد الأوروبي لكرة القدم      | كونييت شاكر (تركيا)               | بهاء الدين دوران (تركيا) طارق أونغون (تركيا)                           |
| الاتحاد الأوروبي لكرة القدم      | يوناس إريكسون (السويد)            | ماتياس كلاسينيوس (السويد) دانييل ويرنمارك (السويد)                     |
| الاتحاد الأوروبي لكرة القدم      | بيورن كويبرس (هولندا)             | ساندر فان روكل (هولندا) إرفين زينسترا (هولندا)                         |
| الاتحاد الأوروبي لكرة القدم      | ميلوراد ماجيتش (صربيا)            | ميلوفان ريستيتش (صربيا) داليبور جورجيفيتش (صربيا)                      |
| الاتحاد الأوروبي لكرة القدم      | بيدرو بروينسا (البرتغال)          | برتينو ميراندا (البرتغال) تياغو تريغو (البرتغال)                       |
| الاتحاد الأوروبي لكرة القدم      | نيكولا ريتزولي (إيطاليا)          | ريناتو فافيراني (إيطاليا) أندريا ستيفاني (إيطاليا)                     |
| الاتحاد الأوروبي لكرة القدم      | كارلاوس فيلاسكو كاربايو (إسبانيا) | Roberto Alonso Fernández (إسبانيا) Juan Carlos Yuste Jiménez (إسبانيا) |
| الاتحاد الأوروبي لكرة القدم      | هاوارد ويب (انجلترا)              | Mike Mullarkey (انجلترا) Darren Cann (انجلترا)                         |

| الإتحاد                          | الحكم                              | المساعدين                     |
| -------------------------------- | ---------------------------------- | ----------------------------- |
| الاتحاد الآسيوي لكرة القدم       | علي رضا فغاني (إيران)              | حسن كامرانيفر (إيران)         |
| الاتحاد الأفريقي لكرة القدم      | نيانت أليووم (الكاميرون)           | جبريل كامارا (السنغال)        |
| الاتحاد الأفريقي لكرة القدم      | دانييل بينيت (جنوب أفريقيا)        | أدين رينج ماروا (كينيا)       |
| اتحاد أمريكا الشمالية لكرة القدم | روبرتو مورينو (بنما)               | إريك بوريا (الولايات المتحدة) |
| اتحاد أمريكا الشمالية لكرة القدم | والتر لوبيز كاستيلانوس (غواتيمالا) | Leonel Leal (كوستاريكا)       |
| اتحاد أمريكا الجنوبية لكرة القدم | فيكتور هوغو كاريو (البيرو)         | Rodney Aquino (باراغواي)      |
| اتحاد أوقيانوسيا لكرة القدم      | نوربرت هاواتا (تاهيتي)             | Mark Rule (نيوزيلندا)         |
| الاتحاد الأوروبي لكرة القدم      | سفاين أودفار موين (النرويج)        | Kim Haglund (النرويج)         |